# Histoire évolutive des Équidés

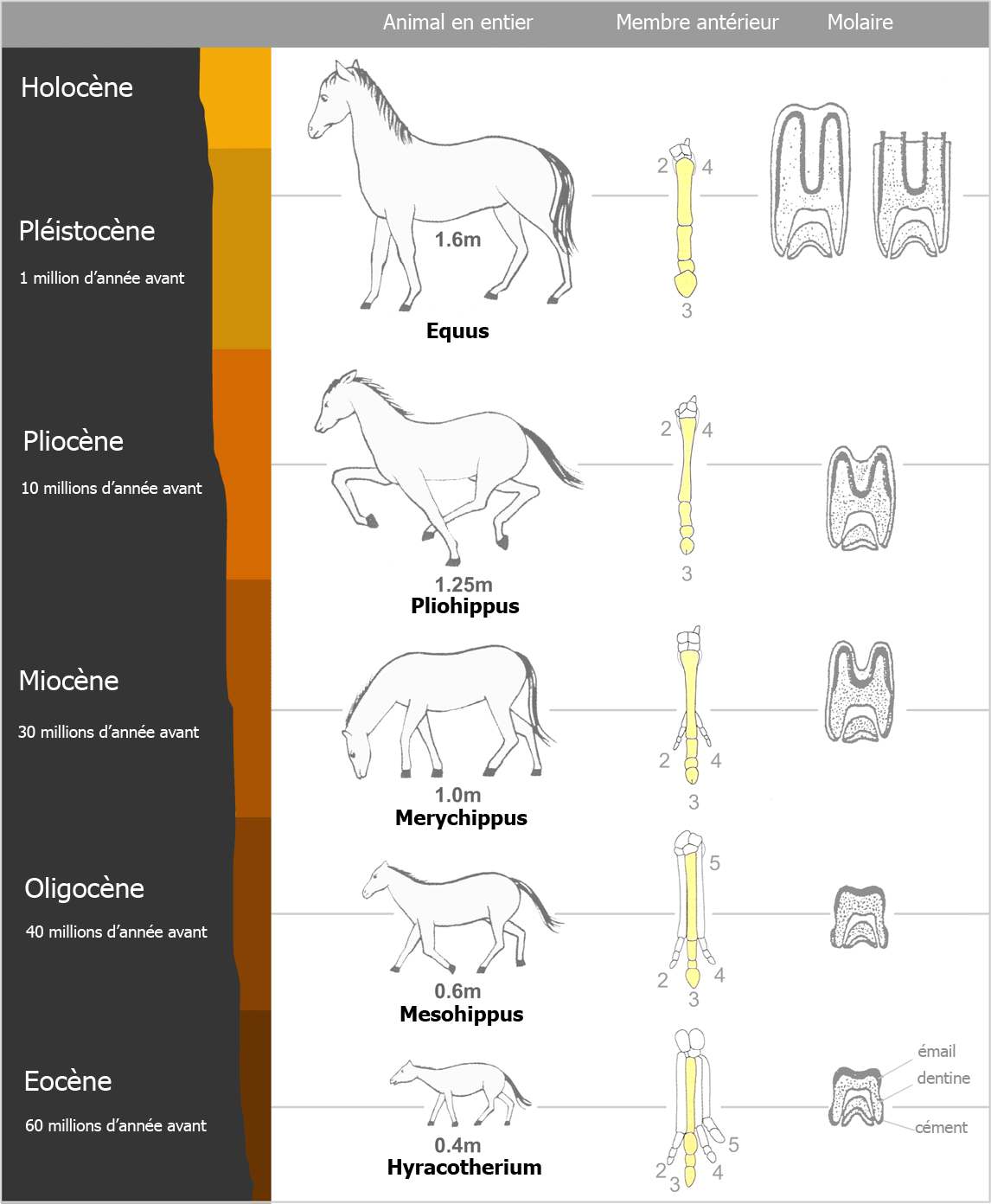
Présentation fossile d'espèces de la lignée ayant conduit à celle des chevaux.

La famille des Équidés (Equidae) recouvre toutes les espèces de la famille du cheval domestique, les chevaux sauvages, les ânes et les zèbres.
Cette famille est issue d'une différenciation au sein des Périssodactyles de laquelle sont issus également les Rhinocérotidés et Tapiridés au cours de l'Éocène, il y a 55 Ma. Petit à petit, les membres de la branche Equidae évoluèrent différemment selon les régions où ils vivaient et les climats auxquels ils étaient confrontés.
Leur évolution a subi l'influence de leur environnement et très probablement celle directe de l'homme. La découverte de cette histoire par les scientifiques a pu donner des arguments solides aux partisans de la théorie de l'évolution face aux vues des créationnistes.

## Histoire évolutive

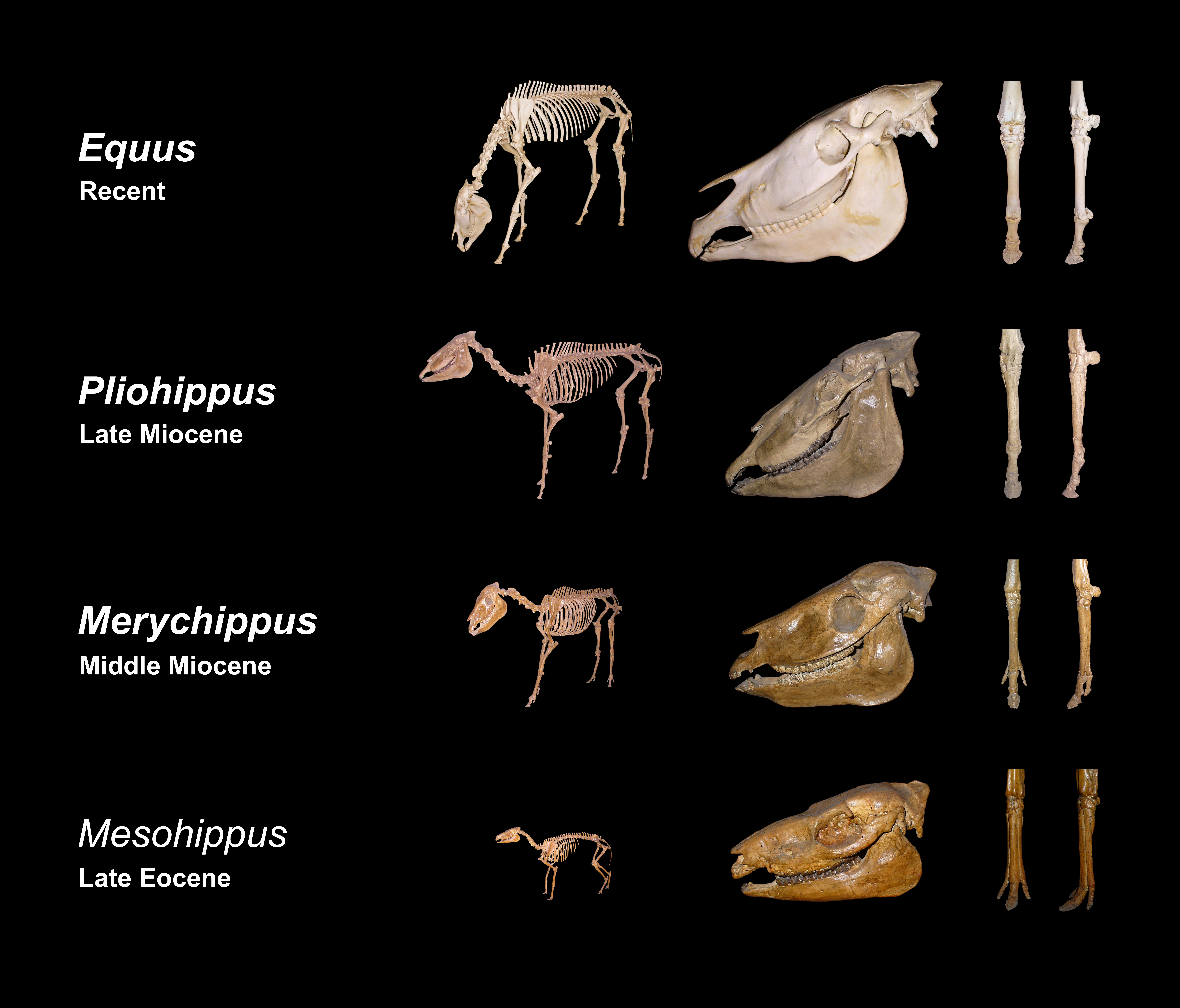
Comparaison de squelettes d'équidés.

Au Néogène, les continents actuels étaient formés et occupaient à peu de chose près leur emplacement actuel ; le continent eurasiatique n'était cependant pas en contact avec l'Afrique. Des fossiles des mêmes genres ont été trouvés en Eurasie et en Amérique du Nord, certaines de part et d'autre du détroit de Béring ; un passage entre les deux appelé Béringie a en effet existé jusqu'il y a 11 600 ans environ. Classiquement, on considère que les Équidés modernes seraient apparus il y a 5 Ma, en trois étapes successives, les deux premières au moins étant originaires d'Amérique du Nord.

### Systématique

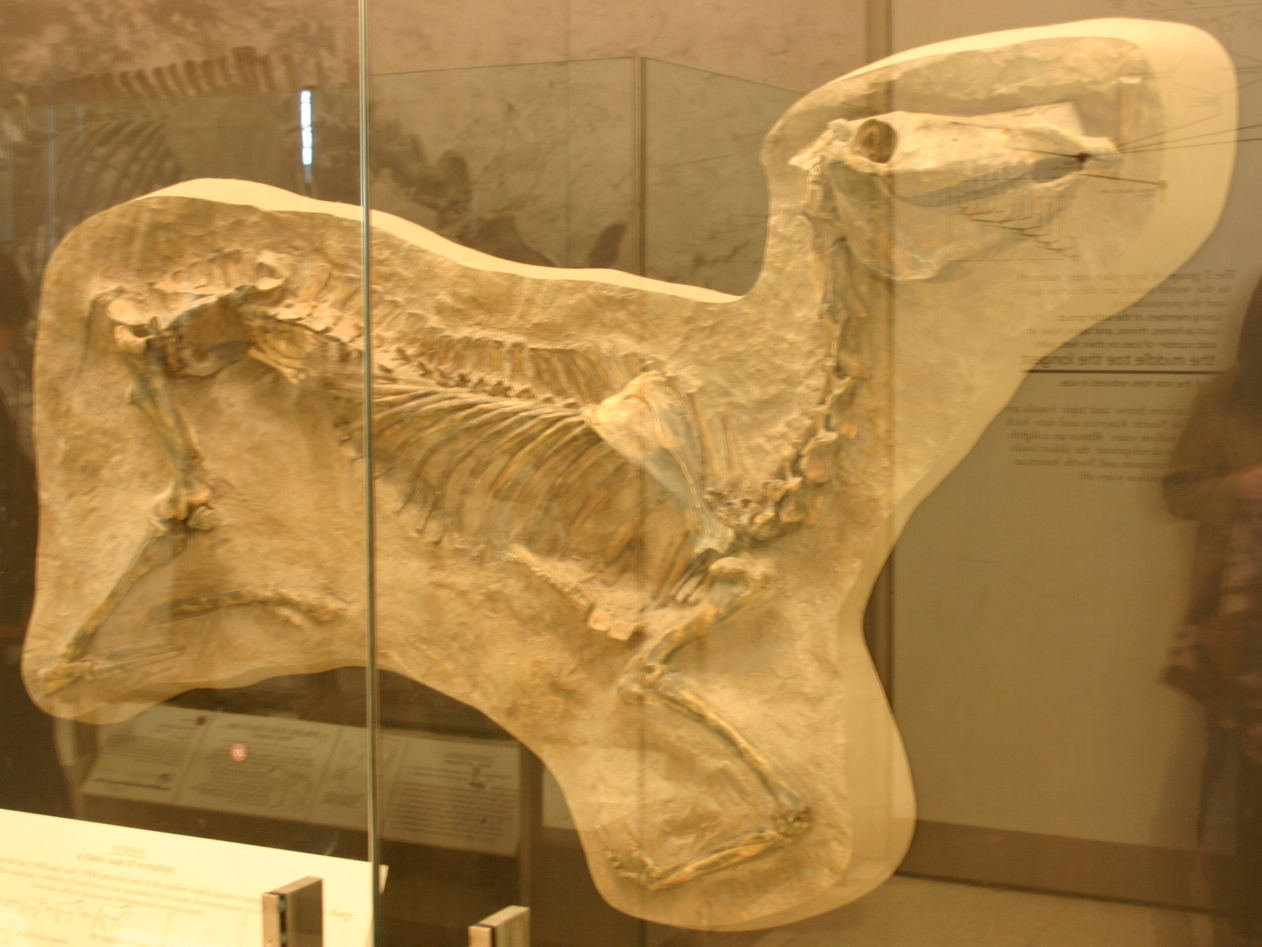
Protohippus simus.

Les principaux groupes évolutifs sont décrits ci-dessous par phylogénie :
```
o 
Hippomorpha
 (Wood, 1937)
|--o 
Pachynolophoidea
 (éteint) (Pavlow, 1888)
|  `-- 
Pachynolophidae
 (éteint) (Pavlow, 1888)
`—o 
Equoidea
 (Gray, 1821 sensu Hay, 1902)
   |?- 
Indolophus
 (éteint) (Pilgrim, 1925 [Indolophidae Schoch, 1984])
   |-- 
Palaeotheriidae
 (éteint) (Bonaparte, 1850)
   `--o 
Equidae
 (Gray, 1821)
      |-- 
Anchitheriinae
 (éteint) (Leidy, 1869)
      |-- 
Hyracotheriinae
 (éteint) Cope (1881), peut-être paraphylétique
      `—o 
Equinae
 (Gray, 1821 [non Leidy, 1869, Steinmann & Döderlein, 1890])
         |-- 
Hipparionini
 (éteint) (Quinn, 1955)
         |-- 
Protohippini
 (éteint) (Gidley, 1907)
         `--o 
Equini
 (Gray, 1921)
            | “
Pliohippus
” (éteint) (Marsh, 1874)
            |
            `-- 
Equus
```

L'évolution dans cette famille s'est faite autant par changement progressif d'une fréquence du gène dans la population entière (anagénèse) que par différenciations adaptatives et spéciations en branches distinctes (cladogénèse). Les différentes espèces ancestrales ont pu également bénéficier d'une convergence évolutive, ce qui complique l'analyse des fossiles. Enfin, ponctuellement, les adaptations ont pu être en opposition d'une époque à l'autre (taille, poids…). Ce n'est que sur de longues périodes que l'on peut identifier clairement les évolutions permanentes.

### Équidés précoces

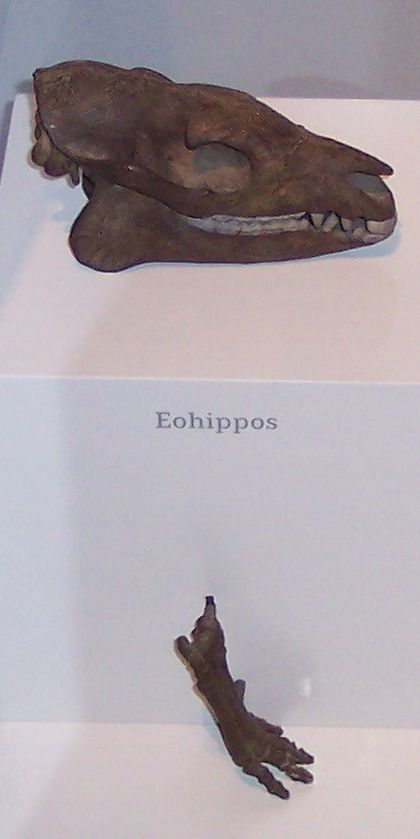
Crâne et patte d'un Hyracotherium.

Les Équidés les plus primitifs découverts sont du genre Hyracotherium (anciennement appelé Eohippus). Certains auteurs ne les considèrent pas encore comme faisant partie des Équidés, d'autres différencient ces deux genres. Ils disposent des caractéristiques de ce qu'allaient devenir les Équidés modernes. Dotés de quatre doigts, ils vivaient dans les forêts, durant l'Éocène, il y a 60 Ma. Ils évoluaient principalement sur ce qui allait être l'Amérique du Nord, mais certains ont migré vers le Vieux Monde via le détroit de Béring. L'Hyracotherium était petit — environ 20 cm — et trapu. Il se nourrissait de feuilles et menait une vie solitaire dans les sous-bois. Il va progressivement évoluer en se spécialisant dans la course, grandir et acquérir un cerveau semblable à celui des équidés modernes. On a appelé Orohippus l'étape évolutive vers 45 à 42 Ma des sept espèces découvertes.
D'autres genres semblent en être issus. En Amérique du Nord, Mesohippus, de la taille d'un grand chien, vivait dans le climat chaud et sec il y a 42 à 33 Ma. Il semble avoir coexisté pour un temps avec Miohippus (40 à 25 Ma), encore plus grand que le précédent. Miohippus va ensuite donner naissance à deux branches différentes sur ce continent dont plusieurs espèces migreront sur le continent eurasien. Ils se distinguent par leur face allongée.

### Du Miocène au Pliocène

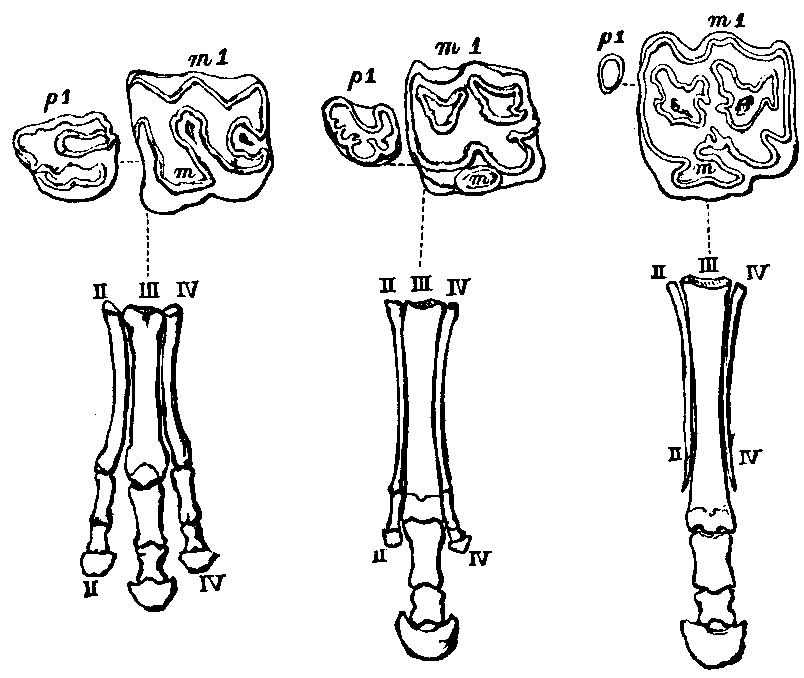
Évolution du pied des Équidés.
De gauche à droite : Mesohippus, Merychippus, Pliohippus.

Les espèces de ces fossiles sont toutes considérées comme d'authentiques Équidés.

### Les Anchithériininés
- Kalobatippus
- Anchitherium, en Amérique du Nord et d'Europe à la Chine.
- Hypohippus, entre 17 et 11 Ma.
- Megahippus, entre 15 et 11 Ma.
- Sinohippus, en Amérique du Nord et Chine.
- Archaeohippus

### Equinae
- Parahippus

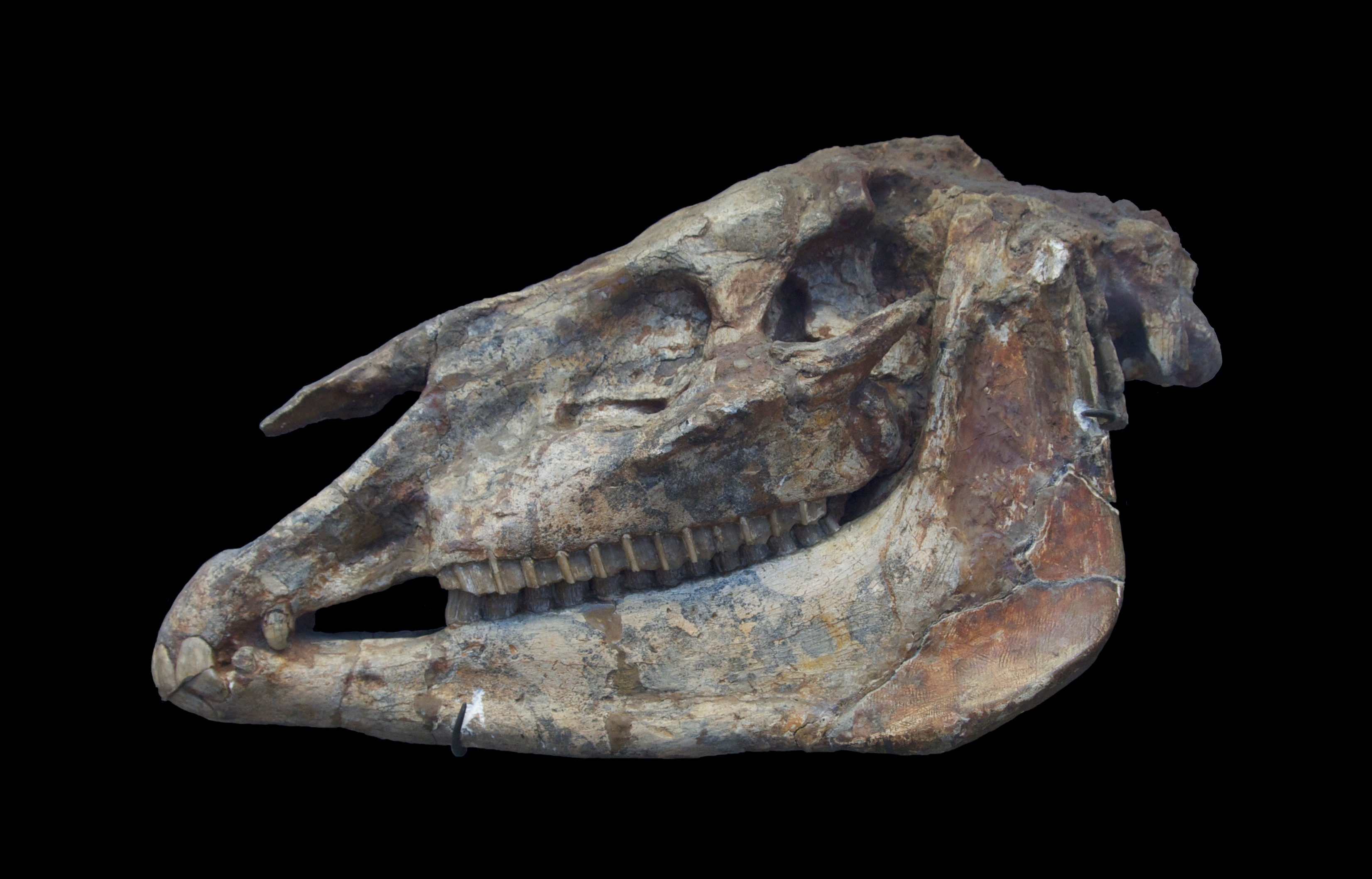
Hipparion gracile.

Puis vint Merychippus il y a 20 à 17 Ma, animal de 80 cm de haut. Les deux derniers doigts continuent de s'atrophier et c'est le premier équidé à se nourrir exclusivement d'herbe. Vers 13 Ma se distinguent deux types d'Équidés à traits morphologiques nettement distincts, les Hipparions et les Pliohippus.
Les Hipparions se distinguent des Équidés modernes par leurs membres tridactyles et le dessin de l'émail sur les couronnes des molaires tandis que les Pliohippus, d'il y a 5 à 2 Ma, n'ont plus qu'un doigt. Ces derniers sont donc soupçonnés de partager un ancêtre avec les Equus plus récents, plutôt qu'avec les Hipparions. Les Pliohippus sont présents en Amérique du Sud, du Nord et en Eurasie. De cette branche commune d'Amérique du Nord émergent les Equus et les Dinohippus.

#### Spéciation du genreEquus

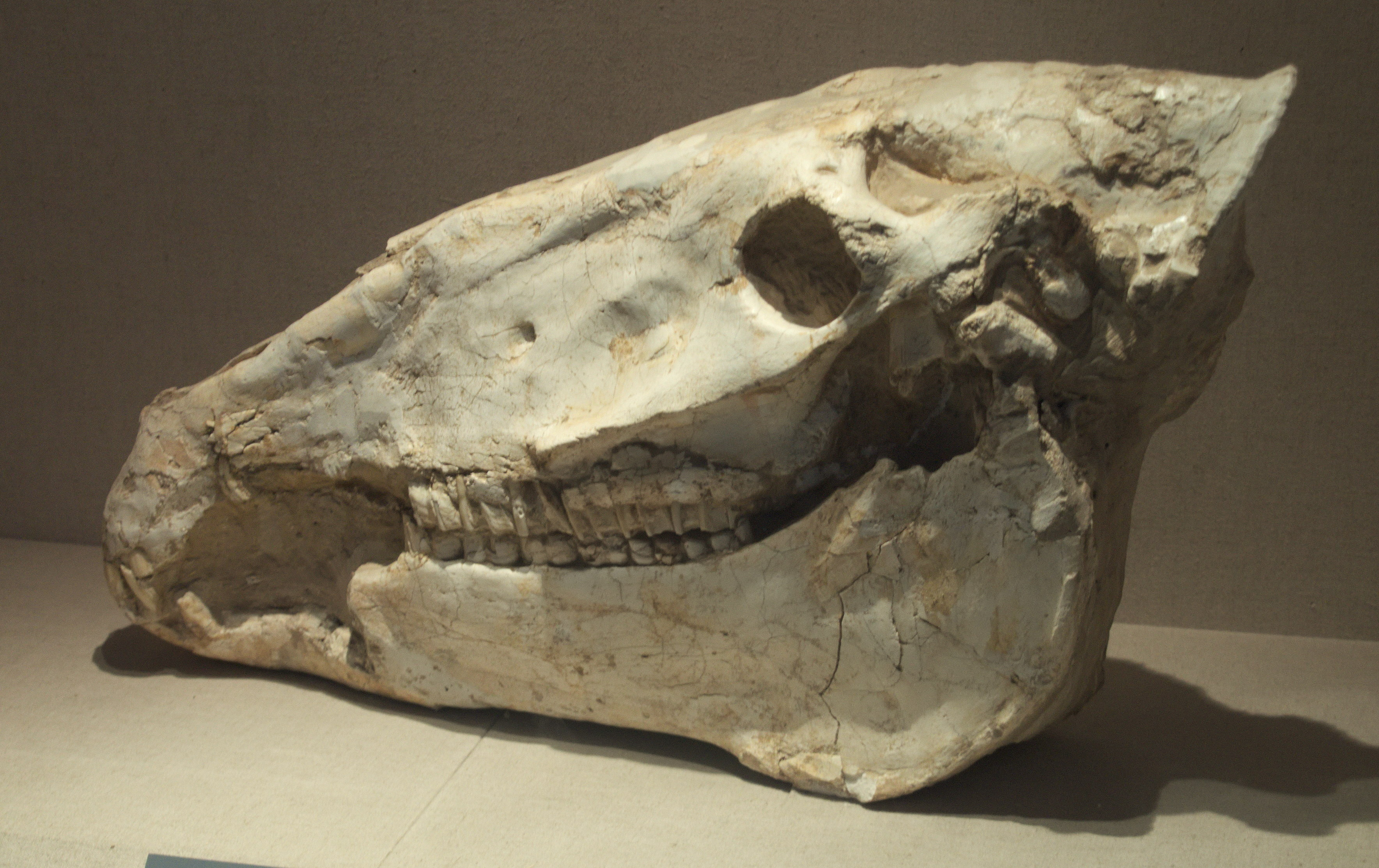
Equus eisenmannae du début du pléistocène

Le genre Equus est apparu il y a 4 à 5 Ma. Sa taille atteint 125 à 135 cm. Ses yeux sont disposés sur les côtés pour détecter les prédateurs à de grandes distances. Le naseau, très ouvert, permet l'inspiration de grandes quantités d'air pour augmenter la vivacité et la rapidité.
L'histoire récente des Équidés est mal connue. Nous ne savons pas en particulier quand a eu lieu la spéciation entre les ânes, les chevaux sauvages (Equus ferus), les zèbres et le cheval domestique (Equus caballus). Nous ne savons pas si les espèces domestiques (cheval ou âne) résultent d'une sélection opérée par l'homme ou si elles sont le fruit de la sélection naturelle. L'histoire du cheval domestique est beaucoup mieux connue depuis l'antiquité. Toutefois, une étude génétique, réalisée sur un fragment d'os de cheval vieux d'environ 735 000 ans trouvé au Yukon en 2003, a permis d'estimer l'apparition de l'ancêtre commun à tous les Équidés modernes à environ quatre millions d'années.
Cependant, le plus ancien squelette de cheval, Equus stenonis, a été daté de la fin du tertiaire en Europe de l'Ouest. Les scientifiques pensent ainsi qu'il est une évolution du Plesippus. Equus stenonis a ensuite évolué en deux branches, l'une étant plus lourde que l'autre, dont Equus scotti, de forme similaire et commun en Amérique, dont certaines évolutions sont devenues géantes. Ces espèces américaines se sont éteintes il y a 11 000 ans lors de l'extinction de la mégafaune américaine.

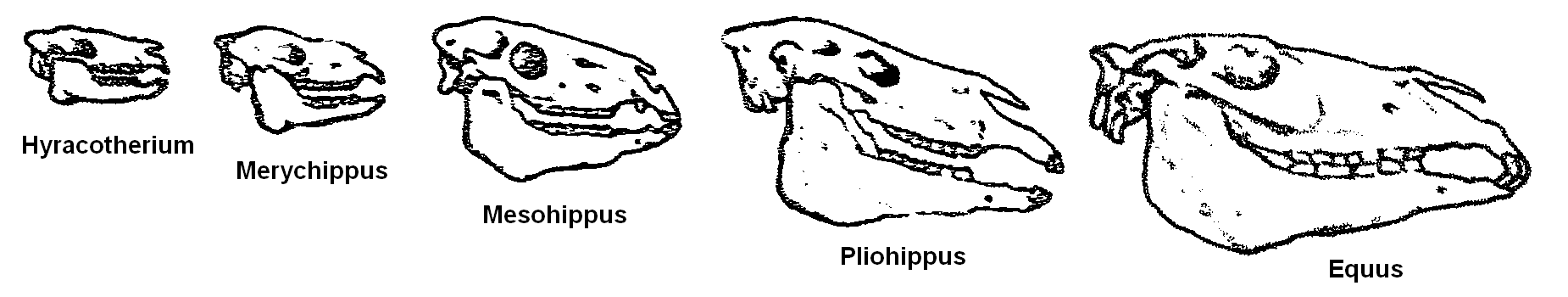
Évolution du crâne du cheval : de son lointain ancêtre, l'Hyracotherium, de la taille d'un agneau, au cheval d'aujourd'hui.

##### Galerie

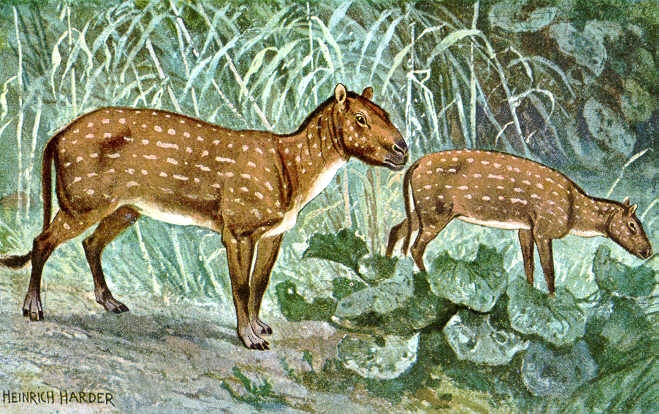
Hyracotherium
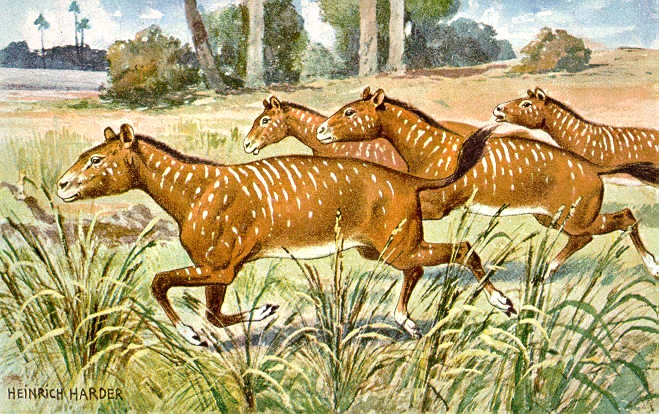
Mesohippus
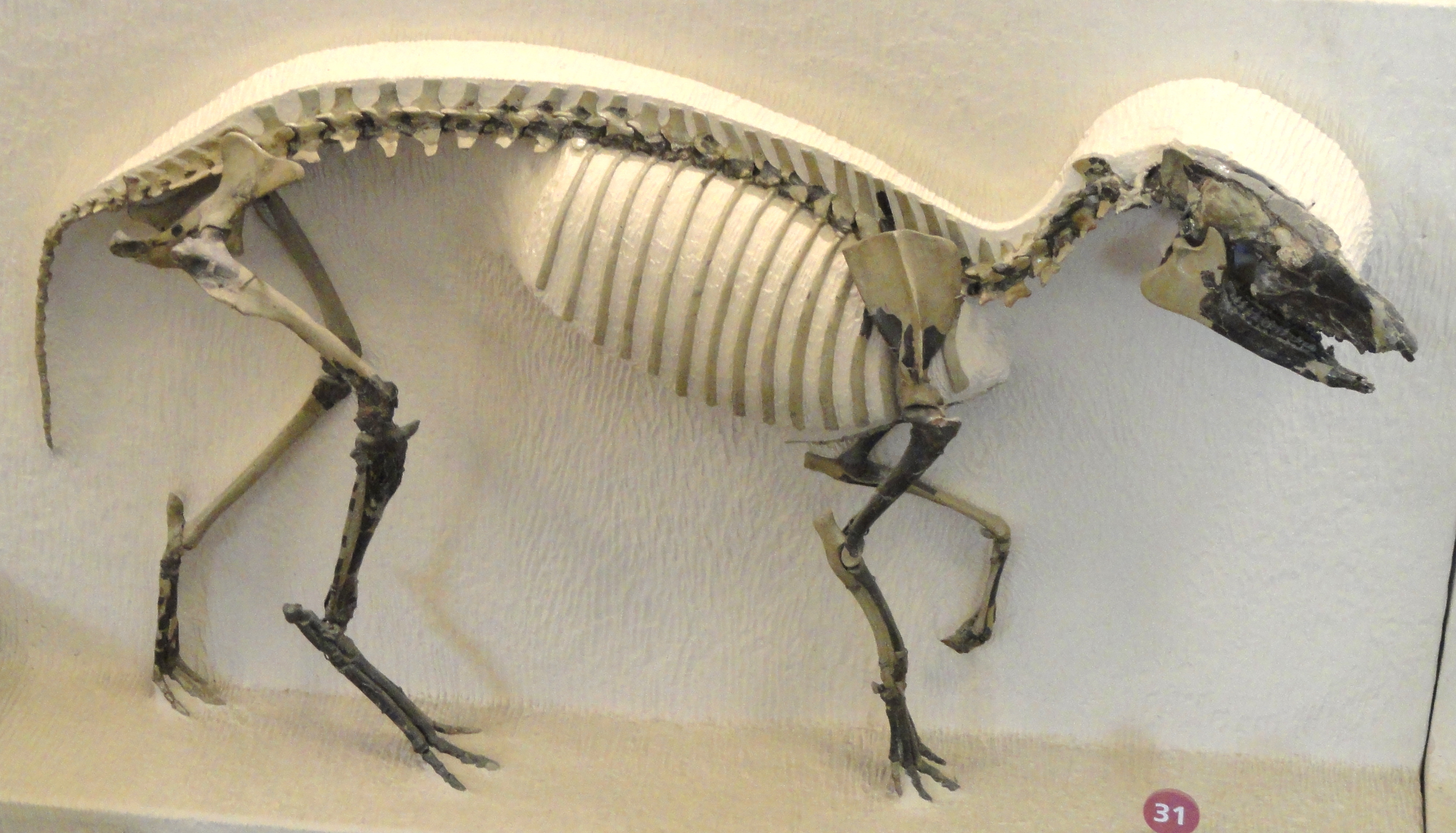
Orohippus
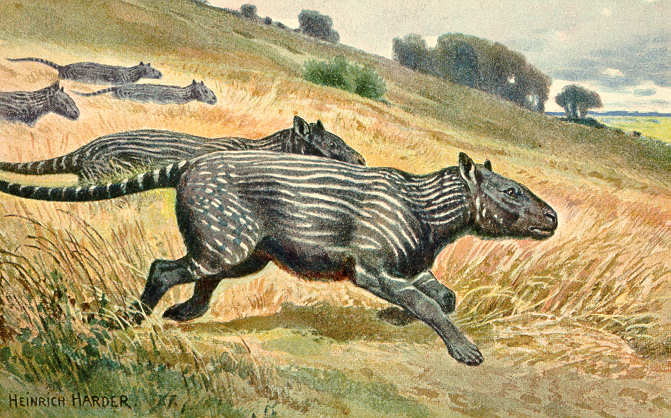
Phenacodus
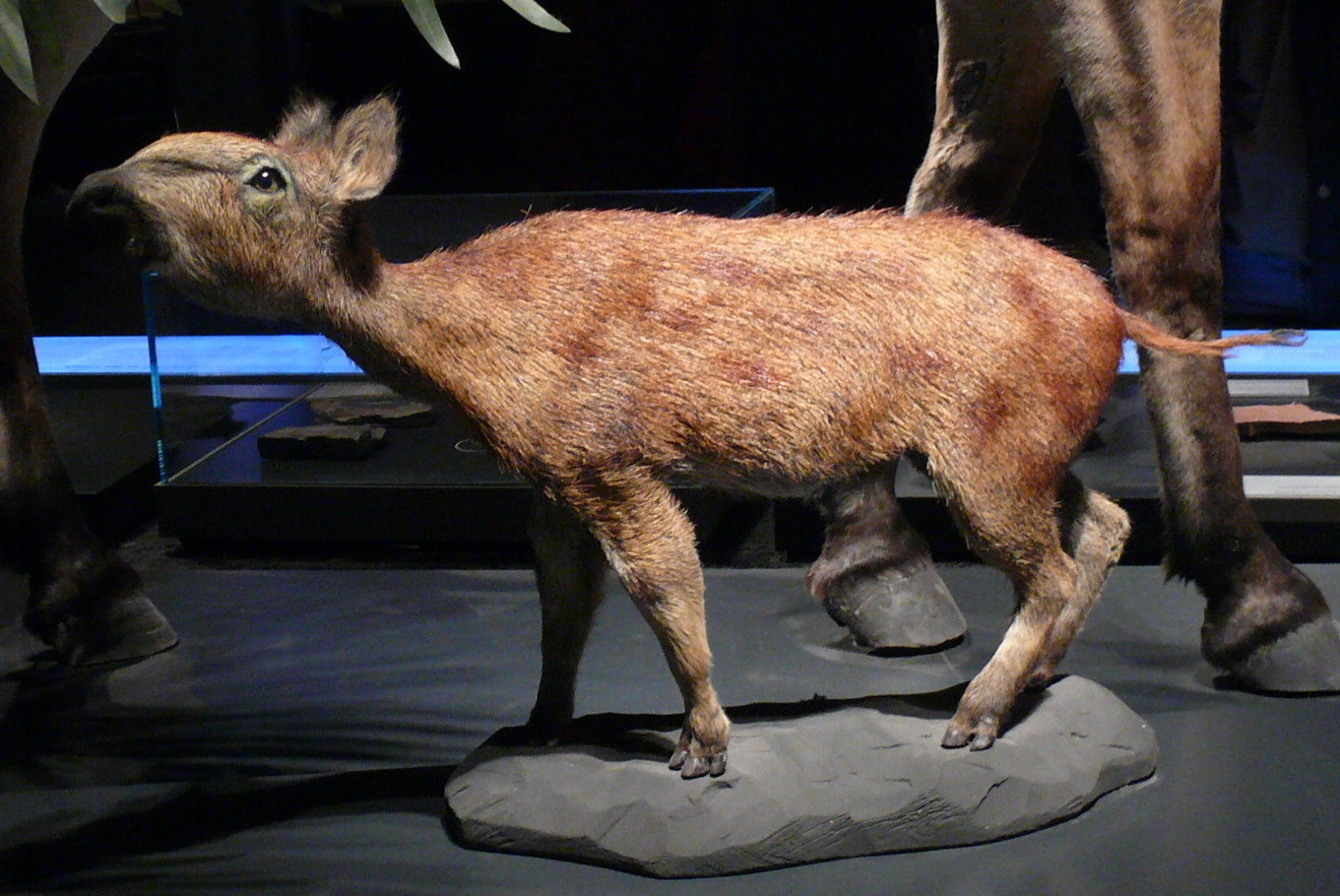
Eurohippus (en)

##### En Eurasie

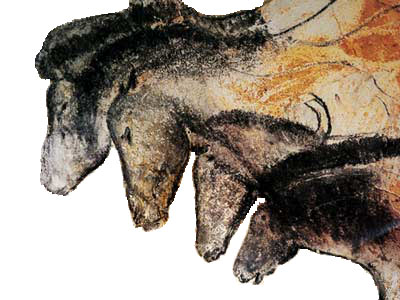
Peinture de la grotte Chauvet.

Les Équidés sont représentés sur des peintures pariétales remontant à plus de 30 000 ans, notamment dans la grotte Chauvet. Il est l'un des animaux les plus fréquemment représentés de l'art préhistorique, comme dans la grotte de Lascaux ; il ne s'agit probablement pas de l'ancêtre direct des chevaux domestiques, mais ceux de l'espèce Equus ferus dans laquelle est classé le Tarpan.
Celui-ci a été chassé pour sa viande et les utilisations de certaines ressources telles que la peau, les os, etc. La date des premières traces de domestication reste imprécise car les ossements, même plus récents, ne permettent pas de distinguer, dans le cas du cheval, individus sauvages et individus domestiques.
Les hypothèses actuelles penchent vers une domestication comme animal de prestige. Le musée préhistorique d'Île-de-France a produit une exposition avançant des arguments convaincants en ce sens.

##### En Amérique

###### Galerie américaine

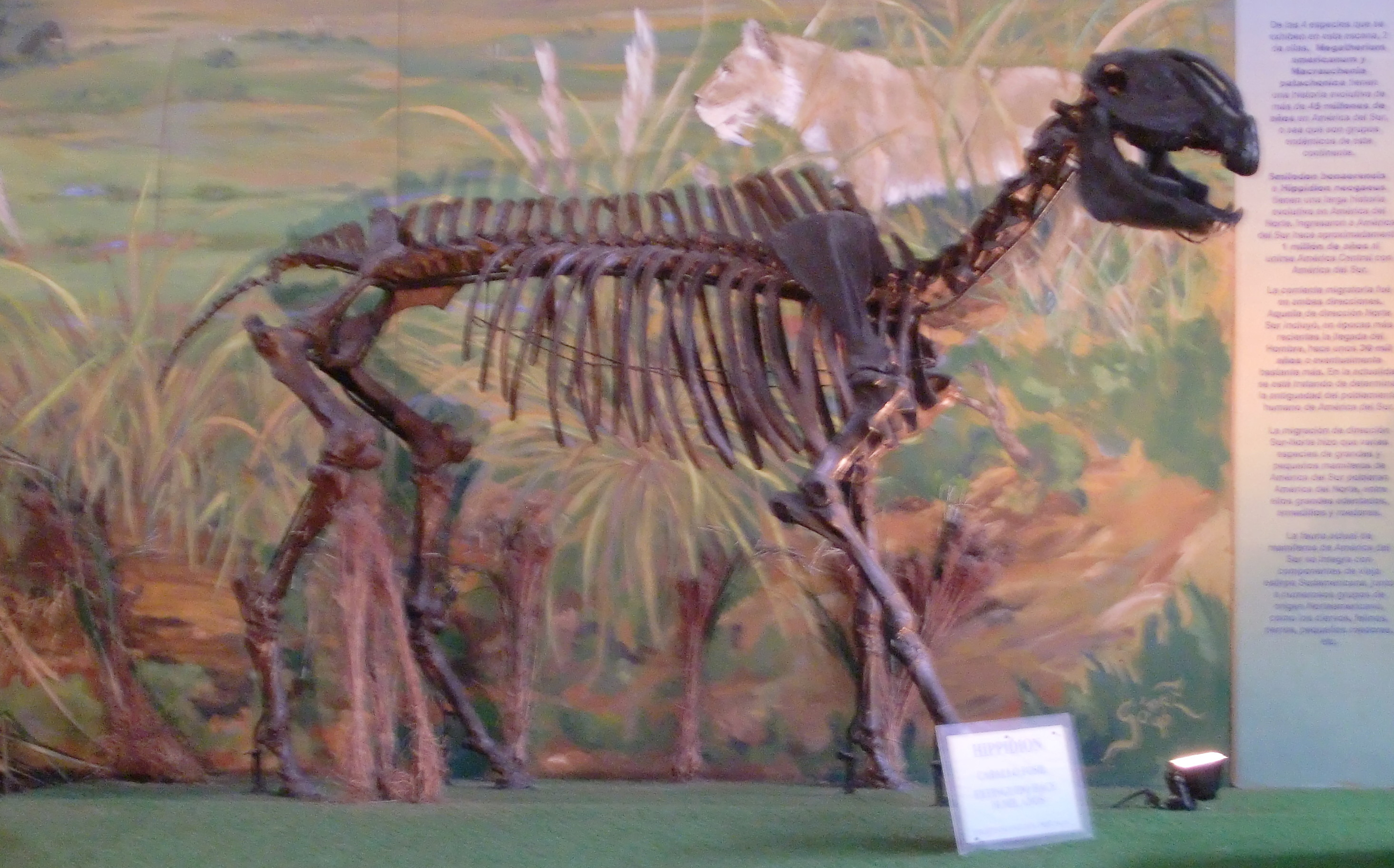
Squelette d'Hippidion
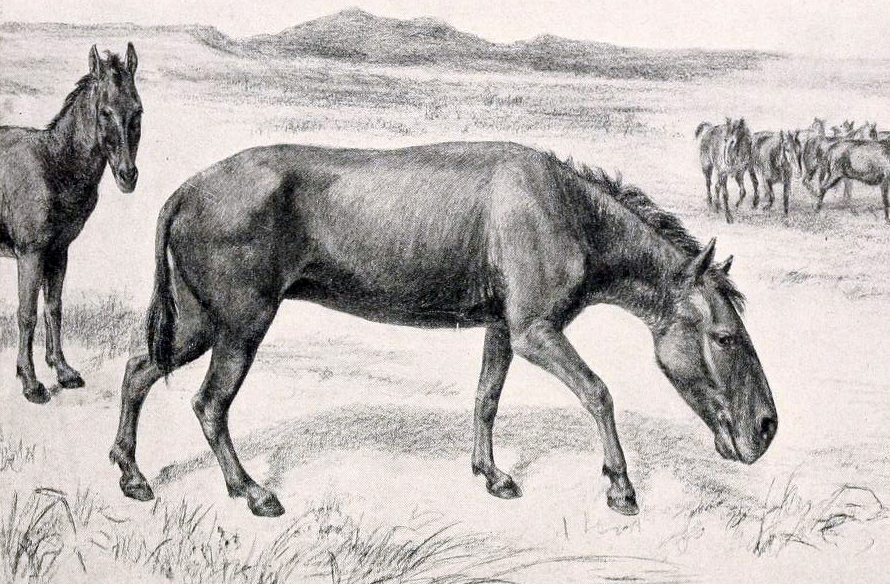
Hippidion
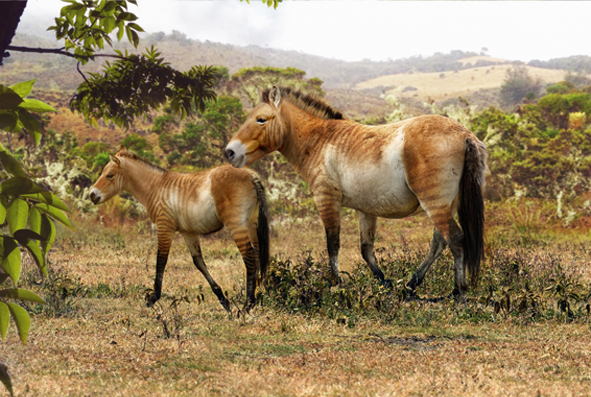
Equus neogeus (en)
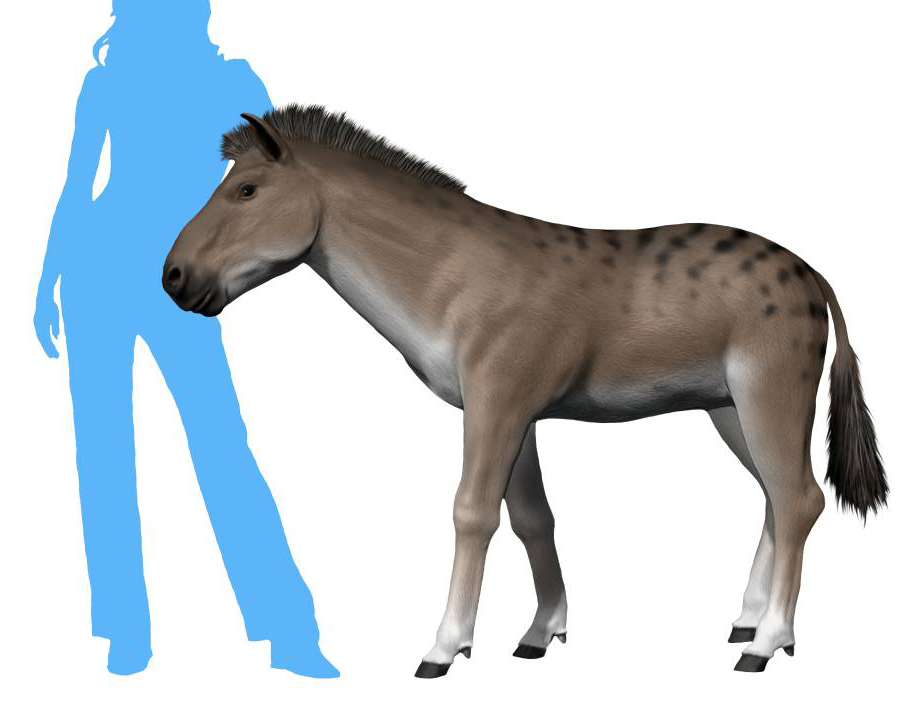
Merychippus
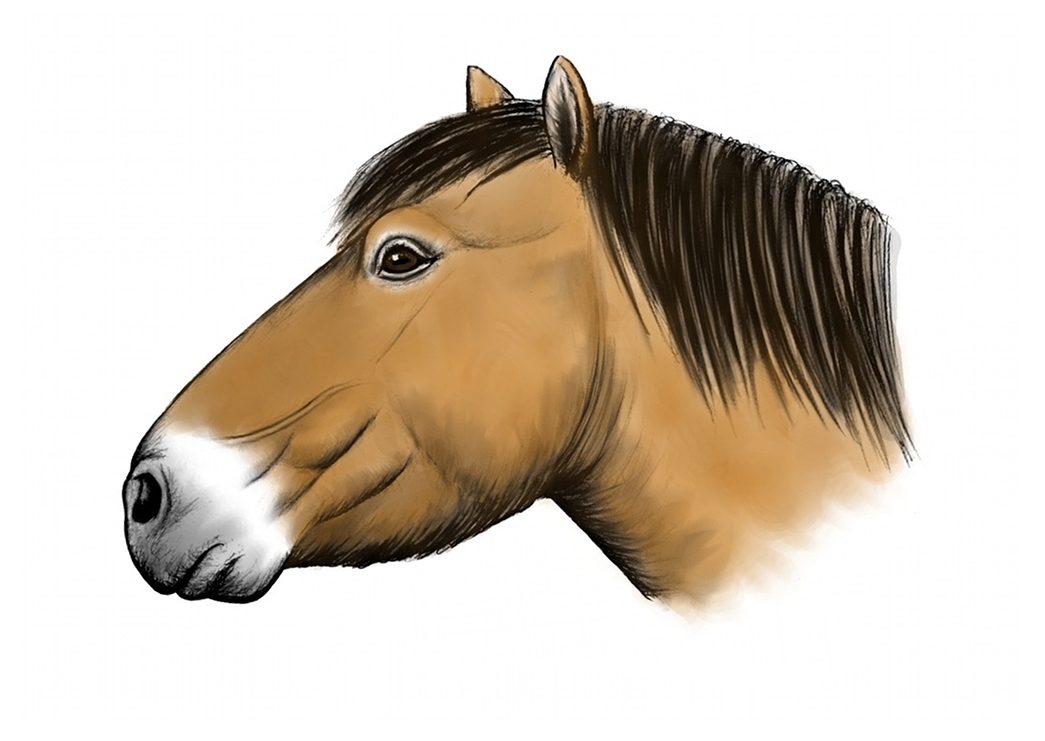
Equus lambei (Cheval du Yukon)

Plusieurs genres se sont côtoyés, par exemple Hippidion et Equus.
Le site de la grotte de Pendejo est situé à une cinquantaine de kilomètres au sud d'Alamogordo, au Nouveau-Mexique, et à environ quinze kilomètres au nord-est de l'extrémité méridionale des montagnes de Sacramento. Une pointe d'alène ou de lance a été découverte dans un os d'une espèce de cheval aujourd'hui disparue (Equus Amerhippus alaskae). L'ensemble reposait dans une couche stratigraphique datée de 36 000 ans.
Sur les différents sites archéologiques situés autour du volcan Nevado de Toluca, un des plus grands volcans de la région de Mexico, tels que les sites de Chimalhuacan ou de Balderas, de nombreux ossements d'équidés furent mis au jour avec des squelettes humains et d'autres ossements d'animaux tels que mammouths, glyptodons et camélidés. Tous furent tués il y a 10 500 ans lors de l'éruption plinienne du volcan Nevado de Toluca.
En 1993, la découverte dans le Yukon canadien d'une peau vieille de 26 000 ans d'un Equus lambei et de pattes momifiées permirent par une analyse ADN de montrer la très proche parenté avec les actuels Equus.
L'Equus atteignit le continent sud-américain au début du Pléistocène et des espèces se différencièrent : le cheval nain des Andes (Equus Amerhippus andium), le cheval préhistorique argentin (Equus Amerhippus curvidens). On retrouve ses ossements dans le site de Pikimachay dans les Andes péruviennes, il y a 22 000 ans, associés à des pointes de lances.
Au Chili, dans la caverne du Mylodon, furent mis au jour des indices de présence humaine, des ossements d'Hippidum (Equus curvidens) et de mylodon répartis en plusieurs strates. La datation au carbone 14 des ossements et artefacts trouvés donnent des dates comprises entre 12 000 et 13 000 ans.
Les espèces du genre Equus auraient finalement disparu du continent américain il y a environ 10 000 ans seulement. L'homme, à travers les Amérindiens et Paléoaméricains, les carnassiers comme les tigres aux dents de sabres, les éléments naturels, en particulier le volcanisme de la région centrale de Mexico et des épizooties dévastatrices, eurent raison de la présence des équidés en Amérique. 
La réintroduction d'espèces de la famille s'est faite lors de l'invasion de l'Amérique par les conquistadores, certaines espèces devenant marron (retour à la vie sauvage), comme les mustangs.

## Histoire de cette théorie
Du fait que les Équidés étaient absents des Amériques lorsque les conquistadors espagnols ont abordé leurs rivages et que les Amérindiens n'avaient pas de mot pour désigner les Équidés, on pourrait s'imaginer que les chevaux sont originaires d'Eurasie, pourtant leur histoire évolutive semble plus compliquée.
L'expédition de William Clark à Big Bone Lick State Park (en) en 1807 mit au jour de nombreux fossiles, parmi lesquels des os de la jambe et du pied de ce qui semblait être un cheval. Ce fossile a été ensuite pu être évalué par l'anatomiste Caspar Wistar. Ceci remettait en cause l'idée que les chevaux étaient originaires uniquement d'Eurasie, mais Clark et Wistar ne soupçonnèrent pas l'importance de cette découverte. En 1833, lors de son voyage à bord du Beagle en Patagonie, Charles Darwin collecte des dents fossiles d'équidés près de Santa Fe en Argentine. Ces dents, découvertes dans une couche stratigraphique contenant notamment des os du tatou géant Glyptodon, ont été examinés par Richard Owen en 1840. Ce dernier confirma que ces dents appartenaient bien à un équidé et nomma l'espèce éteinte Equus curvidens. Les découvertes de fossiles allaient ensuite se multiplier, entrainant une certaine confusion. En 1848, Joseph Leidy, un des premiers naturalistes américains à reconnaître la validité de la théorie de l'évolution, examina d'une manière systématique les fossiles du Pléistocène détenus par l’Academy of Natural Sciences à Philadelphie, il en conclut qu'au moins une espèce vivait à cette époque en Amérique du Nord et pensa la nommer Equus americanus. Mais comme ce nom binomial était déjà pris par une autre espèce d'Amérique du Sud, il renomma une dizaine d'années plus tard l'espèce nord-américaine: Equus complicatus. Il décrit ensuite de nombreux genres d'équidés (qui à l'époque était nommés Solidungulates), comme Anchippus, Anchitherium, Hipparion, Hippodon, Merychippus, Parahippus et Protohippus. Dès cette époque, il note chez ces fossiles ce qui semble être une complexification des couronnes dentaires.
Ce travail est repris par Othniel Charles Marsh qui fournit à partir des années 1870 les premiers scénarios d'évolution des Équidés. Ceux-ci sont largement basés sur l'évolution des dents. Ce travail sur les équidés est le premier à fournir une série fossile complète pour illustrer la théorie de l'évolution (Darwin comme Lamarck avant lui, s'étaient basés sur des exemples pris dans la biodiversité contemporaine). Toutefois le scénario, très linéaire et légèrement simpliste de Marsh, mais largement popularisé par Thomas Huxley, a été bien entendu très critiqué.
Un grand nombre de fossiles a été ensuite découvert, et de nombreuses formes dites transitionnelles (terme aujourd'hui abandonné, depuis les nouvelles découvertes sur la nature buissonnante de la spéciation et des relations cladistiques entre espèces), complexifièrent d'autant le schéma initial. L'existence de nombreuses branches évolutives, qui n'ont pas toutes eu de descendance, apparut. Les études menées sur la fréquence et la répartition géographique et chronologique des fossiles d'Équidés ont révélé que l'évolution des espèces n'est ni aussi linéaire ni aussi uniforme qu'on l'a cru initialement. Des "stases" (phases d'évolution lente, graduelle) entrecoupées de "crises" (phases d'évolution rapide, buissonnante) furent découverts entre Dinohippus et Equus : des extinctions subites furent suivies de l'apparition de formes différentes, par exemple pour la lignée de Epihippus à Mesohippus. Des "espèces filles" ont pu coexister avec leurs espèces d'origine restées inchangées et on a même observé des inversions évolutives de certaines caractéristiques. Ce sont tous ces phénomènes évolutifs différents qui expliquent la diversité des fossiles.
Un spécialiste des mammifères américains, George Gaylord Simpson, précurseur de la théorie des équilibres ponctués[précision nécessaire], a contribué à rejeter cette vision linéaire de l'évolution, qui ferait du cheval un « but » à celle-ci, à la manière de l’Intelligent design. Selon la théorie actuelle, les équidés d'aujourd'hui ne sont tout simplement que l'une des multiples lignées qui sont parvenues à survivre.
En 1958 furent mis au jour près de Lewisville, au Texas, de nombreux ossements de mammouths, glyptodons, camélidés et équidés ainsi que des objets façonnés par des humains. En 1966, les fouilles archéologiques du site de Tlapacoya au Mexique permirent de dégager les ossements de plusieurs équidés, ainsi que d'autres animaux et le squelette d'un paléoaméricain, montrant que les premiers Amérindiens ont chassé des équidés.
Tout est loin d'être élucidé cependant, et la question de l'origine proche des Équidés vivants ne peut pas être résolue par la paléontologie : en effet, l'étude des fossiles ne permet pas de conclure définitivement sur la différenciation des espèces, et plus particulièrement celle des chevaux actuels. La spéciation de ceux-ci semble très récente et la domestication y a joué un rôle (c'est d'ailleurs en étudiant et expérimentant la sélection artificielle dans le cadre de la domestication que Darwin a trouvé la majorité de ses arguments). La technique paléontologique usuelle, basée sur la synapomorphie, n'est pas efficace pour conclure, du fait notamment de la ressemblance des squelettes. Pour les chevaux, deux types de théories s'affrontent depuis au moins la fin du XXe siècle : la première suppose que les lignées de chevaux actuelles descendent d'une espèce unique, l'autre qu'ils descendent de plusieurs espèces sauvages. Depuis le début des années 2000, des études basées sur la phylogénie moléculaire essayent de répondre à cette interrogation. L'origine récente des ânes ou des zèbres est moins étudiée et moins connue.